# راشد الخضر (شاعر)
راشد بن سالم بن عبد الرحمن بن جبران السويدي (1905-22 أكتوبر 1980) شاعر إماراتي يعتبر من أبرز شعراء الشعر الشعبي في دولة الإمارات العربية المتحدة. اشتهر بعذوبة تعابيره ومهارته اللغوية وانتقائه لألفاظه وقوة سبكه، وتنوعت قصائده بين الشعر النبطي والفصيح، وغلب عليها غرضي المديح والغزل.

## النشأة
ولد سنة 1905 ولما أصبح في الثامنة من عمره توفي والده، وبعد سنوات أخرى توفيت والدته، وكان له شقيق يدعى عبد الرحمن توفي هو بدوره في سن الثامنة عشرة وكان شاعرنا يصغر أخاه بسنتين.. وسمي ب “الخضر” لسمرةٍ خفيفة في لون بشرته.

## حياته
هذا وقد تأثر الخضر بالجو الأدبي المحيط به، فوالده هو الشاعر سالم بن عبد الرحمن بن جبران، وأبناء عمومته الشاعر ناصر بن سلطان بن جبران، والشاعر راشد بن محمد بن جبران. كما أن إمارة عجمان بطبيعتها تربة خصبة…تفتحت بها الكثير من المواهب الشعرية، نذكر منهم: ماجد بن على النعيمي، ناصر بن محمد الشامسي، راشد بن ثاني…..و آخرون غيرهم.. ولم يكن الأمر يقتصر على شعراء عجمان فحسب.. بل توافد شعراء الإمارات الأخرى جعل من عجمان منتدىً ثقافياً شعرياً يرسل عبر الأثير…القصيدة على أنها اللغة الشعبية المتعارف عليها.
لازم «الخضر» ابن عمه ناصر بن جبران الذي كان يمتهن تطريز البشوت، فتعلم منه تلك الصنعة، وأخذ يساعده فيها.. إلا أن القدر لم يمهله كثيراً، حيث ودعه ابن عمه هذه المرة..رجلاً..أخذت منه الحياة الكثير…فلم يحزن ولم ييأس، مارس الصنعة التي تعلمها من ابن عمه ليتكسب من ريعها، لم يطل المقام بالشاعر في وطنه إذ أن للأقدار في حكمها شؤون حيث كان لموقفه تجاه بعض أهل العلم في عجمان تأثيراً سلبياً على مجريات حياته، فقد أغلظ بعضهم على المتكاسلين عن أداء الصلاة في أوقاتها، الأمر الذي حمل الخضر على كتابة أبيات من الشعر التي يعرض فيها بهؤلاء العلماء، وحين بلغ الأمر الشيخ راشد بن حميد، -و قد كان معروفاً بشدته في التمسك بأمور الدين، وعدم تساهله في ذلك- فما كان من سموه إلا أن استدعى شاعرنا الخضر إلى قصره وهدده بإنزال أقصى العقوبة به إن صح ما نقل إليه عنه، إلا أن الخضر أنكر ذلك..
سافر بعدها الخضر إلى البحرين …و هناك اتصل بحاكمها الشيخ حمد بن عيسى آل خليفة، وكان مشهوراً بالكرم وحسن الضيافة ودماثة الخلق….فامتدحه شاعرنا…قائلاً:
حب الأحبة شاغـلي من كل شغل يعمــل = سقني المدام وغـن لي وبذكرهم لا أبخــل
بيني وبين معاضــلي حمد ابن عيسى الفاضـل
ظل..شاعرنا.. زماناً في البحرين… وصادف زيارة الشيخ راشد بن حميد النعيمي للبحرين..وهناك التقيا وهنالك أنشده قصيدته التي نذكر منها:
إذا هبـيت يا شرتا المطالع = عسفت النبت لي في القلب طالع
أراجب عن يميني والشمايل = وأعيد النظر صوب الشرق اطالع
مسامع للحضر جلت وملت = من البذى السنتهم ما استملـت
تـدوّق شرعهم بالجذب ملت = وحجي الصدق عنهم دوم ضايع
فقال له الشيخ: إن الجماعة في بلدك عجمان ينتظرون قدومك.
تنقل الخضر بين إمارات الخليج..عمان..البحرين.. السعودية.. قطر.. الكويت.. وذهب إلى اليمن.. وسوقطرة.. إلا أنه عاد أخيراً إلى عجمان.
عاش أعزباً.. وقد يكون ذلك لرؤية خاصة به.. وكان ضمن مجموعة من أهالي عجمان الذين انتقلوا إلى منطقة بور سعيد في دبي عام 1963..و لم يلبث هناك إلا قليلا ثم انتقل إلى الشارقة..حيث أقام بها ردحاً من الزمن ثم لم يلبث أن عاد إلى عجمان..و هناك توفي الخضر حيث أحب..

## وفاته
توفي راشد الخضر بعد عودته من الشارقة إلى عجمان مسقط رأسه في 22 أكتوبر 1980 حيث أحب. ==قصيدة سيّد الشعرا== وهي أشهر قصائده التي ألفها باللغة العربية الفصحى.
في مايو 2023 أفتتح بيت الشاعر راشد الخضر في عجمان تكريماً لذكرى الشاعر الراحل، حيث تمت إعادة البيت إلى حالته السابقة. تتجلى أهمية هذا البيت في  تسليط الضوء على حياة الشاعر وإرثه وموهبته الشعرية وقصائده ومساهمته في التراث الثقافي لدولة الإمارات العربية المتحدة وأثره على المجتمع.